# 日天
日天（IAST：Sūrya），又譯為蘇利耶、修利、修野，又稱為阿彌怛（Aditra），即日天子，也稱為寶意天子、寶光天子，佛教護法之一，為天界天人。即是印度教中的太陽神蘇利耶，漢傳佛教傳說他是觀世音菩薩或是日光菩薩的化身之一，也被大乘佛教奉為十二天、二十諸天與二十四諸天之一，祂的神像通常被摆在寺庙的大雄殿之中。外型為二頭八臂，駕駛著馬車，主管太陽。
日天居住在天界的日宮之中，居住在此地的天人皆屬於他的眷屬，日天為日天中的主宰。
有些典籍則稱日宮之內所有眷屬，皆稱為「日天」，而日宮之主蘇利耶應稱為「日天子」。
古印度婆羅門教中，摩利支天原型為光明女神伐拉希，是日天的眷屬。佛教則認為摩利支天為眾星之領袖，而太陽屬於眾星之一，故反而是日天子的上司。

## 真言
日天真言：南摩三曼多勃馱喃，阿怛夜耶，娑訶

## 關連項目
- 大日如来
- 日光菩薩
- 月天
- 摩利支天
- 蘇利耶
- 明星天